# Бартосик, Людвик Пий
Людвик Пий Бартосик (пол. Ludwik Pius Bartosik OFMConv, 21 августа 1909, Коканин, Великопольское воеводство — 13 декабря 1941, концлагерь Освенцим, Верхняя Силезия) — блаженный Римско-Католической Церкви, священник, монах из монашеского ордена францисканцев конвентуальных, мученик, редактор журнала «Рыцарь Непорочной». Входит в число 108 блаженных польских мучеников, беатифицированных римским папой Иоанном Павлом II во время его посещения Варшавы 13.06.1999 года.

## Биография
Людвик Пий Бартосик родился в бедной семье. В 1926 году, в возрасте 17 лет, вступил в новициат монашеского ордена францисканцев конвентуальных. После новициата обучался теологическим дисциплинам в Кракове. В 1935 году принял рукоположение во священника. В 1936 году вместе с Максимилианом Кольбе стал издавать журналы «Рыцарь Непорочной».
19 сентября 1939 года был арестован немецкими оккупационными властями и препровождён в лагеря для военнопленных, расположенных в городах Ламбиновице, Остшешув. Через некоторое время был освобождён. 17 февраля был арестован Гестапо вместе с Максимилианом Кольбе и отправлен в варшавскую тюрьму Павяк, после чего его переправили в концентрационный лагерь Освенцим, где ему присвоили лагерный номер 12832. Умер в лагерном госпитале в ночь с 12 на 13 января 1941 года.

## Прославление
13 июня 1999 года был беатифицирован римским папой Иоанном Павлом II вместе с другими польскими мучениками Второй мировой войны.
День памяти — 12 июня.

## Источник
- Oprac. br. Tomasz Despu, «Męczennicy z Niepokalanowa» , Pismo WSD Franciszkanów w Krakowie.